# 石顕
石 顕（せき けん、生没年不詳）は、前漢の人。字は君房。済南郡の人。

## 略歴
若い頃に罪があり宮刑に処せられ宦官となった。中黄門となって中書に選ばれた。宣帝は中書の宦官を重用し、宦官の弘恭を中書令、石顕を中書僕射とした。
宣帝が崩御し元帝が跡を継ぐが、元帝は長年病を患い政務より音楽を好み、石顕を度を越えて重用したせいで文武百官は石顕を敬い、政治は石顕に因って専決された。
石顕は極めて邪悪で、少しでも気に食わない者の罪や咎を捜し求め苛酷な懲罰を与えた、前将軍蕭望之・宗正劉更生・光禄大夫周堪が石顕に因る誹謗中傷に因る誣告と刑罰乱用の害を上奏するも、皇帝は全く聞き入れず、石顕は彼らを陥れ蕭望之を自殺させ、劉更生，周堪を罷免した。
元帝が即位して数年で弘恭が死ぬと、石顕が中書令になった。太中大夫張猛・魏郡太守京房・御史中丞陳咸・待詔賈捐之が次々に元帝に石顕の欠陥を密奏或は諫言したが皇帝は聞き入れず、石顕は彼らの罪を探索し、京房と賈捐之は晒し首にされ、張猛は檻に拘禁されて自殺され、陳咸は奴隷に落とされた。こういったことから大臣たちも石顕を恐れるようになった。
石顕はまた少府五鹿充宗や中書僕射牢梁・御史中丞伊嘉といった者と交友関係を持ち、付き従う者は高い地位に昇った。彼らが石顕によって地位を得た様を世間では「牢よ石よ、五鹿は客よ。印はなんと多いことよ。綬はなんと長いことよ」と歌った。
石顕はまた左将軍馮奉世が、子の馮野王ともども大臣として有名であり、娘は後宮で元帝の寵愛を受けていることから、彼らを味方にしようとし、馮奉世の子の馮逡を元帝に推薦した。馮逡は石顕が権力をほしいままにしていることを述べ、元帝は激怒して彼を郎に戻した。このことがあって、後に御史大夫の後任を選ぶ時、大臣が馮野王を推薦した際、元帝が石顕に尋ねると、「寵姫の兄である馮野王を選べば、後世の者は陛下が寵姫の親族を贔屓して三公にしたのだと思うでしょう」と答えたため、元帝は馮野王を選ばなかった。
石顕はわざと宮門が閉じた後の夜間に出入りすると元帝に申し出ておいて、後から石顕が夜間に勝手に宮門を開けて出入りしたと告発する者がいた。石顕は元帝に対し「私を嫉妬して陥れようとする者がいるのです。大役をおおせつかりながら皆を喜ばせることが出来ず、天下から恨まれておりますので、役目を返上して後宮の掃除夫にしていただいて私を生かしていただければ幸いです」と言い、元帝に憐れみを催させ、慰労と恩賞を賜った。
世間で儒者の蕭望之を殺したことが批判されているのを知ると、儒者の歓心を買うため、儒者の貢禹と親交を結び、彼を推薦して御史大夫にまで至らしめた。これにより世間では石顕を称え、蕭望之を妬んだのではないのだと思うようになった。
元帝の晩年、定陶王劉康が寵愛を受け皇太子の地位を脅かしたが、石顕は皇太子を支持した。しかしその皇太子（成帝）が即位すると、石顕を長信中太僕に左遷し、数カ月後には丞相匡衡らが石顕の旧悪を告発した。石顕や牢梁・陳順らの一党は罷免され、追放された石顕は妻子と共に徒歩で故郷に戻る道中で憂いのあまり食を取らず死亡した。また五鹿充宗は玄菟太守、伊嘉は雁門都尉となり、この様を世間では「伊は雁門に、鹿は玄菟に。牢と陳とは価値が無いので取り去った」と歌った。